# EW Economie-lezing
De EW Economie-lezing  is een jaarlijkse lezing georganiseerd door de redactie van Elsevier Weekblad (EW) waarin ondernemers of bestuurders van bedrijven of economen hun visie geven op de samenleving. De redactie ziet de lezing als tegenhanger van de HJ Schoo-lezing waarmee het blad jaarlijks in september het politieke seizoen opent. Uitgeverij EW publiceert de uitgebreide en geannoteerde tekst van de lezing in boekvorm, die na afloop van de lezing aan de bezoekers wordt meegegeven. 

## 2018: Ben van Beurden
De eerste lezing werd gehouden door Ben van Beurden, de CEO van Shell, op maandagavond 19 maart 2018 in Rode Hoed in Amsterdam. Van Beurden sprak voor een uitverkochte zaal over de (on)mogelijkheden van de energietransitie en hoe zijn bedrijf daarmee omgaat. De lezing werd onderbroken door milieuactivisten. Zeven als Moeder Aarde uitgedoste activisten riepen Shell op voorzichtiger om te springen met natuur en klimaat. Ze deden dat door een liedje te zingen. Toen ze waren uitgezongen, reageerde de met "Lieve Ben" aangesproken Shell-topman op hun bezwaren, wat voor de zaal aanleiding was om luid te applaudisseren.
Tijdens de vragensessie met de zaal na afloop van zijn lezing, kreeg Van Beurden van een student de vraag voorgelegd hoe het komt dat Shell op de universiteit niet meer geldt als een van de populairste werkgevers en dat hij bang is dat hij zich op korte termijn voortdurend moet verantwoorden, "ongeveer zoals mensen die bij wapenfabrikanten werken", aldus het verslag in Het Parool. Van Beurden antwoordde dat hij dat probleem heel goed kent. "Ik moet me ook voortdurend verantwoorden, bij barbecues, op feestjes en aan de ontbijttafel."

## 2019: Pieter Elbers
De tweede lezing werd gehouden door president-directeur Pieter Elbers van de KLM op dinsdagavond 12 oktober 2019 in De Rode Hoed in Amsterdam. In een uitverkochte zaal sprak hij over de vijf functies van vliegen: pionieren, bevorderen van vriendschap en vrede, vliegwiel voor de welvaart, bevorderen van welzijn en innoveren. De laatste functie benutte Elbers om uiteen te zetten wat de luchtvaart en meer in het bijzonder de KLM doet om het vliegen duurzamer te maken. Stoppen met vliegen noemde hij niet realistisch. "Bepaalde actievoerders bepleiten dat er helemaal niet meer wordt gevlogen. Maar dan sta je buiten de economische realiteit. Ons land bestaat bij de gratie van import en export."
Elbers liet zich in zijn lezing ook persoonlijk kennen. Zo vertelde hij dat hij zijn eerste vlucht pas maakte toen hij volwassen was. "Met Transavia naar Turkije." Ook vertelde hij dat zijn ouders hun eerste vlucht maakte op hun huwelijksreis, "ik geloof naar Jersey". Daarna werd het vliegtuig niet meer gebruikt. Het gezin nam de auto voor zomervakanties in Frankrijk. De titel van Elbers' lezing, 'The Ocean of the Air Unites all People', had hij ontleend aan zijn verre voorganger, Albert Plesman. Het  bouwen van een luchthaven in de Noordzee vindt hij, zo bleek bij de vragensessie, geldverspilling.

## 2020: Frans van Houten
De derde lezing werd gehouden door Frans van Houten, de bestuursvoorzitter van Koninklijke Philips, op maandagavond 30 november 2020 in de Zuilenzaal van Felix Meritis in Amsterdam. In de zaal mochten vanwege de coronamaatregelen slechts dertig belangstellenden aanwezig zijn. Het overige publiek keek en luisterde via een livestream. De titel van Van Houtsens lezing was ‘Samen innoveren we Nederland’. Na afloop gaf Van Houten een toelichting op zijn betoog in de televisietalkshow Op1.
In zijn lezing zette Van Houten uiteen welke ontwikkelingen de concurrentiekracht van Nederland beïnvloeden. Vervolgens ontvouwde hij zijn visie voor een welvarende toekomst van Nederland. De weg daarnaartoe draait volgens hem om gerichte investeringen in kansrijke groeigebieden, die in vijf tot zes innovatieve ecosystemen tot bloei kunnen komen – ondersteund door een effectief functionerend Nederland en een verenigd Europa. Volgens hem heeft de coronacrisis  ons ook iets moois geleerd, namelijk dat we, als het moet, in Nederland snel kunnen veranderen. Dat is de inleiding tot zijn pleidooi om verandering altijd te omarmen, om nieuwe zeeën te gaan bevaren. Want Nederland is met zijn exporteconomie kwetsbaar voor vier mondiale krachten, zo stelde Van Houten. Technologische, geopolitieke, ecologische en sociale ontwikkelingen tasten de houdbaarheid van onze traditionele verdienmodellen aan. Internet en kunstmatige intelligentie zetten hele bedrijfstakken op hun kop en vragen snel aanpassingsvermogen van traditionele bedrijven. De Verenigde Staten en China komen voor zichzelf op, en Europa dreigt in het gedrang te komen.

## 2021: Jacco Vonhof
De vierde lezing werd gehouden door Jacco Vonhof, voorzitter van MKB-Nederland. De titel van zijn lezing luidde 'De visie van een glazenwasser'. Vanwege de coronamaatregelen was de lezing op maandag 6 december 2021 verplaatst van de avond naar de middag. Het aantal beschikbare plaatsen in de Rode Hoed in Amsterdam was vanwege dezelfde coronamaatregelen tot een kwart van de capaciteit van de zaal teruggebracht.
Vonhof betoogde dat de politiek bij de maatregelen die ze neemt voor het bedrijfsleven het midden- en kleinbedrijf als uitgangspunt  moet nemen. ‘Want 99 procent van alle bedrijven in Nederland is mkb. Als ze voor het mkb werken, werken ze ook voor de resterende 1 procent van het bedrijfsleven,’ aldus Vonhof. Hij wees er verder op dat ruim 70 procent van de werkgelegenheid in de private sector bij datzelfde mkb zit.
Volgens hem heerst er in politiek Den Haag een ‘negatief sentiment’ over het bedrijfsleven. Dat moet worden gekeerd. De MKB-Nederland-voorman richtte zich met naam en toenaam tot de fractievoorzitters van de formerende partijen VVD, D66, CDA en ChristenUnie. Ondernemers hebben volgens Vonhof baat bij een ‘helder beleid, dat rekening houdt met het belang, de schaal en de mogelijkheden van het mkb en stimuleert in plaats van ontmoedigt’.
Zelf is hij niet beschikbaar voor een post in het kabinet, zei Vonhof  in de vragensessie na afloop. Hij ontkende niet dat hij weleens is gepolst, maar ontkrachtte dat hij de ambitie heeft om tot een kabinet toe te treden. Voorlopig heeft hij nog genoeg te doen als voorzitter van MKB-Nederland.

## 2022: Nancy McKinstry
De vijfde lezing werd gehouden door Nancy McKinstry, de CEO van Wolters Kluwer. De titel van haar lezing luidde 'Deep Impact When it Matters Most'. De Amerikaanse McKinstry sprak haar lezing uit in het Engels. De bijeenkomst werd gehouden op donderdagavond 20 maart 2022 in de Rode Hoed in Amsterdam. In haar lezing wees zij het publiek erop dat zij 'goed beschouwd' brak met een traditie. 'Ik ben de eerste vrouwe en de eerste niet-Nederlander die het voorrecht heeft deze lezing te houden'.
In zijn introductie vroeg Elsevier Weekblad-hoofdredacteur Arendo Joustra het publiek te gaan staan 'and have a moment of silence to show our respect for the people who have died in this war or are still suffering'. Ook McKinstry stond stil bij de Russische invasie van Oekraïne, die haar heeft 'geschokt'. Aan het begin van haar lezing maakte ze bekend dat Wolters Kluwer zal 'stoppen met zakendoen in Rusland en Wit-Rusland, behalve voor bepaalde gezondheidsproducten waarvoor dwingende humanitaire redenen zijn'.
In haar lezing liet McKinstry zien hoe technologie haar bedrijf de afgelopen twee decennia heeft veranderd; driekwart van haar personeel heeft tegenwoordig een technische achtergrond, dat was voorheen nog geen twee procent. Ze ging ook in op de ethische vraagstukken rond technologische ontwikkelingen, vooral wat betreft Kunstmatige intelligentie. Verder sprak ze over het belang voor de maatschappij en voor het bedrijfsleven en voor de omzet en winst van Wolter Kluwer van diversiteit, inclusiviteit en saamhorigheid.

## 2023: Pieter Hasekamp
De zesde lezing werd op maandagavond 26 juni 2023 in de Rode Hoed in Amsterdam gehouden door Pieter Hasekamp, directeur van het Centraal Planbureau in Den Haag. De titel van zijn lezing luidde 'Van investeren én verdelen komt de winst', een variatie op de beroemde uitspraak van Jan Tinbergen, de eerste directeur van het CPB, 'Van de verdeling komt de winst'. Hasekamp sprak als econoom en ambtenaar, 'dat is een hele eer, want alle vorige sprekers waren actief in het bedrijfsleven'.
Hasekamp gaf in zijn lezing een tour d'horizon van de economie, waarbij hij vooral de nadruk legde op het verdienvermogen van de Nederlandse economie. Hij hield een pleidooi voor matiging in het stapelen van politieke ambities, die vaak met elkaar strijdig zijn. In plaats van die matiging signaleerde hij het vooruitschuiven en afkopen van problemen in plaats van ze op te lossen. Zo is volgens hem een 
‘compensatiesamenleving’ ontstaan.
In zijn lezing stelde Hasekamp drie kwesties aan de orde.

1. De stand van het land, waarbij hij constateerde dat het met de economie nog steeds goed gaat, maar met de samenleving minder.
2. Het economisch systeem, waarbij vragen aan de orde komen als moet de overheid aansturen op economische krimp of moet worden ingezet op verduurzaming door het toepassen van nieuwe technologie en bedrijven die innoveren?
3. Het behoud van ons verdienvermogen in het licht van de geopolitieke onzekerheid, een vergrijzende beroepsbevolking en een stagnerende productiviteit; verduurzaming vanuit de noodzaak om klimaatverandering en de aantasting van onze leefomgeving tegen te gaan; en een eerlijke verdeling van de welvaart.

In de media kregen twee elementen uit de lezing de meeste aandacht. Zijn verzet tegen het streven naar krimp van de economie door de degrowth-beweging. 'Het klinkt lekker huiselijk en sympathiek. Maar het is een slecht idee, omdat het ingaat tegen de fundamentele behoefte van de mens om het eigen bestaan te verbeteren en zelf keuzes te maken. Van boven opgelegde krimp leidt al gauw tot een soort kaboutersocialisme, waarin een autoritaire overheid gaat voorschrijven welke auto je wel, en welke je niet mag rijden.'
Aandacht kreeg ook zijn verzet tegen migratie als oplossing voor de krapte op de arbeidsmarkt. 'Dat is een schijnoplossing. Allereerst, omdat het feitelijk niets oplost: ook migranten consumeren, hebben woningen nodig, onderwijs voor hun kinderen, gezondheidszorg. De komst van meer migranten leidt dus uiteindelijk ook weer tot nieuwe krapte. En de lasten en lusten zijn ongelijk verdeeld: de tuinder kan zijn tomaten goedkoop laten plukken, maar de gemeenten rond het Westland kampen met woningtekorten en overlast. Soms is het verstandiger om tomaten te importeren, in plaats van tomatenplukkers.'

## 2024: Michiel Muller
Michiel Muller, medeoprichter van online supermarkt Picnic, hield op dinsdag 23 april 2024 de zevende EW Economie-lezing over innovatie en ondernemerschap in Hal4 aan de Maas in Rotterdam. In zijn lezing ging hij in op het toekomstige verdienmodel van Nederland, dat steeds meer onder druk komt te staan. Krijgen techbedrijven als Picnic wel voldoende ruimte om te groeien? Welke bestaande structuren belemmeren vernieuwing? ‘Ik ken de creatieve destructie die soms nodig is om een omwenteling tot stand te brengen en consumenten een beter product te bieden.’

## 2025: Max Welling
Max Welling zal woensdag 16 april 2025 de achtste EW Economielezing verzorgen met als titel 'AI als economische motor van grootmacht Europa'

## Boekversie
- 2018 - Ben van Beurden, Non solus: nieuwe energie voor Nederland en de wereld (with a translation in English), ISBN 9789463480291
- 2019 - Pieter Elbers, The Ocean of the Air Unites all People (with a translation in English), ISBN 9789463480697
- 2020 - Frans van Houten, Samen innoveren we Nederland (with a translation in English), ISBN 9789463480840
- 2021 - Jacco Vonhof, De visie van een glazenwasser, ISBN 9789463480963
- 2022 - Nancy McKinstry, Deep Impact When it Matters Most (Nederlands/English), ISBN 9789463481014
- 2023 - Pieter Hasekamp, Van investeren én verdelen komt de winst, ISBN 9789463481137
- 2024 - Michiel Muller, Je ziet het pas als je de durf hebt